# Magapauwa
Magapauwa (nep. मागपौवा) – gaun wikas samiti w środkowej części Nepalu w strefie Dźanakpur w dystrykcie Dholkha. Według nepalskiego spisu powszechnego z 2001 roku liczył on 752 gospodarstw domowych i 3658 mieszkańców (1859 kobiet i 1799 mężczyzn).